# جيمي نيوتن
جيمي نيوتن (بالإنجليزية: Jimmy Newton)‏ هو سياسي أمريكي، ولد في 1978، وتوفي في 31 مارس 2014.